# Fear Street Part One: 1994
Fear Street Part One: 1994 is een Amerikaanse horrorfilm uit 2021, geregisseerd door Leigh Janiak. De film is het eerste deel uit de Fear Street-trilogie die gebaseerd is op de gelijknamige boekenreeks van schrijver R.L. Stine. De film ging in première in het Los Angeles State Historic Park op 28 juni 2021 en werd op 2 juli 2021 op streamingdienst Netflix uitgebracht.

## Verhaal
In 1994 wordt Heather Watkins, een medewerker van een boekhandel vermoord door haar vriend Ryan die bezeten is geraakt. Na de moord op haar en een aantal medewerkers van het winkelcentrum, wordt hij doodgeschoten door de politie. De media melden dat het bloedbad de norm is voor Shadyside, dat zij ook wel de moordhoofdstad van de Verenigde Staten noemen. Ondertussen is de naburige stad Sunnyvale het tegenovergestelde, omdat het wordt beschouwd als een van de rijkste en veiligste steden van het land. Veel van de Shadyside-tieners geloven dat dit het resultaat is van de heks, Sarah Fier, die een vloek over de stad uitsprak voordat ze in 1666 werd geëxecuteerd wegens hekserij.
Deena Johnson gelooft niet in de Fier-heks, haar broer Josh besteedt zijn tijd aan het onderzoeken van de geschiedenis van de stad, haar vrienden Simon en Kate verkopen drugs en ze heeft het onlangs uitgemaakt met haar vriendin Sam, die sindsdien naar Sunnyvale is verhuisd. Deena en Sam ontmoeten elkaar weer tijdens de herdenking van Heather in Sunnyvale. Tijdens de herdenking ontstaat er een gevecht tussen een aantal Sunnyvale- en Shadyside-studenten. Deena wil hierop wraak nemen, dit loopt uit de hand en veroorzaakt een auto-ongeluk waardoor Sam in het ziekenhuis belandt. Voordat ze echter wordt weggevoerd ziet Sam een visioen van de Fier-heks.
Vanaf dit moment worden Sam, Deena en haar vrienden achterna gezeten door de vloek van de Fier-heks en moeten ze proberen aan de dood te ontsnappen.

## Rolverdeling
| Acteur               | Personage                |
| -------------------- | ------------------------ |
| Kiana Madeira        | Deena Johnson            |
| Olivia Scott Welch   | Samantha "Sam" Fraser    |
| Benjamin Flores jr.  | Josh Johnson             |
| Julia Rehwald        | Kate Schmidt             |
| Fred Hechinger       | Simon Kalivoda           |
| Ashley Zukerman      | Nick Goode               |
| Darrell Britt-Gibson | Martin P. Franklin       |
| Maya Hawke           | Heather Watkins          |
| Jordana Spiro        | Mrs. Lane                |
| Jordyn DiNatale      | Ruby Lane                |
| Charlene Amoia       | Rachel Thompson          |
| David W. Thompson    | Ryan Torres / Skull Mask |
| Jeremy Ford          | Peter                    |
| Matthew Zuk          | Will Goode               |
| Elizabeth Scopel     | Sarah Fier               |
| Gillian Jacobs       | C. Berman                |
| Ryan Simpkins        | Alice                    |

## Achtergrond
In 2015 begon 20th Century Fox met de ontwikkeling van de verfilming van Fear Street, geproduceerd door Chernin Entertainment. Janiak werd ingehuurd om Killen's script te regisseren en herschrijven met Graziadei in 2017. De opnames voor de trilogie vonden van maart tot september 2019 plaats in Georgië.
De film is het eerste deel uit de zogeheten Fear Street-trilogie die oorspronkelijk in de zomer van 2020 in de bioscopen zouden verschijnen. De films zouden in een tijdsbestek van drie maanden uitgebracht worden. Deze film zou als eerste uitgebracht worden in juni, de tweede film in juli en de derde film in augustus 2020. Echter door de coronapandemie ging dit niet door, hierdoor werden de films verkocht aan streamingdienst Netflix.
Fear Street Part One: 1994 ging op 28 juni 2021 in première en werd door het publiek algemeen goed ontvangen. Op Rotten Tomatoes heeft de film een score van 84% op basis van 118 beoordelingen. Metacritic komt op een score van 67/100, gebaseerd op 20 beoordelingen.